# Mompha passerella
Mompha passerella é uma espécie de mariposa do gênero Mompha pertencente à família Coleophoridae.